# 줄리어스 마다 비오
줄리어스 마다 워니 비오(영어: Julius Maada Wonie Bio, 1964년 5월 12일~)는 시에라리온의 정치인으로, 2018년 4월 4일부터 현재 시에라리온의 대통령이다. 1996년 1월 16일부터 3월 29일까지 시에라리온의 군사정권인 국가임시통치회의(NPRC)에서 군 수장을 지냈다. 제1야당인 시에라리온 인민당(SLPP)의 후보로서, 비오는 2018년 시에라리온 대통령 선거 결선 투표에서 51.8%의 득표율로 여당인 전인민회의(APC)의 사무라 카마라를 누르고 48.2%의 득표율을 기록했다. 국제 및 지역 관측통들은 선거가 자유롭고 공정하다고 선언했다.
비오는 어니스트 바이 코로마의 뒤를 이어 사장이 되었다. 주요 야당 지도자로서, 비오는 그의 전임 대통령 어니스트 바이 코로마와 그의 정부에 비판적이었다. 회장으로서, 비오는 부패와 국가 재무의 실정으로 고발한 어니스트 바이 코로마의 대부분의 정책을 뒤집었고, 두 사람은 서로 거의 말을 하지 않았다. 코로마 전 대통령 시절 정부 고위 관료 몇 명이 2018년 대선에서 1위를 차지한 사무라 카마라 전 재무장관과 2018년 APC 대통령 후보인 사무라 카마라는 2018년 대선에서 비오 대통령에게 패했다.
비오는 2012년 대선에서 SLPP 대통령 후보로 나섰으나, 58%를 득표한 어니스트 바이 코로마 현 대통령에게 패배하면서 37%의 득표율을 기록했다. 군 수장으로서 비오는 1996년 시에라리온 대통령 선거에서 카바가 승리한 후 시에라리온 인민당의 아마드 테잔 카바에게 권력을 넘겨주면서 시에라리온을 민주적으로 선출된 정부로 복귀시켰다. 1996년 군에서 은퇴한 후, 비오는 미국으로 이주하여 정치적 망명을 허가받았고, 2005년까지 미국에서 시에라리온을 방문하지 않았다.
비오는 워싱턴 D.C.에 있는 아메리칸 대학교에서 국제 문제 석사 학위를 가지고 있다. 비오는 또한 시에라리온의 벵게마 사관학교를 졸업했다. 그의 부인 파티마 비오 여사는 무슬림이지만, 비오는 가톨릭 신자이다.

## 어린 시절
줄리어스 마다 워니 비오는 1964년 5월 12일, 시에라리온 남부주 본테구 소비니 추장국의 티훈에서 태어났다. 비오는 시에라리온 독립 이후 3년 동안 시에라리온의 총리 앨버트 마가이가 집권하던 시기에 태어났다. 비오는 셰르브로족 파라마운트 추장 찰리 비오 2세 사이에서 태어난 35명의 아이들 중 33명이다. 비오의 아버지는 9명의 아내가 있었다. 그의 이름은 그의 친할아버지 줄리어스 마다 워니 비오의 이름을 따서 지었다. 비오는 셰르브로족이며, 로마 가톨릭교도이다.
비오는 본테구의 티훈에 있는 로마 가톨릭 초등학교에서 초등 교육을 시작했다. 초등학교를 졸업한 후, 비오는 푸제훈의 초등학교 교사였던 누나 아그네스와 함께 살기 위해 푸제훈 마을로 보내졌다. 비오는 푸제훈에 있는 성가족 초등학교에서 초등교육을 마쳤다. 초등학교 교육을 받은 후, 그의 누나 아그네스는 그를 유명한 기숙학교인 보에 있는 보 정부 중학교에 입학시켰다. 비오는 보 스쿨에서 7년을 보내며 학교 교장이 되었다. 1984년 보 스쿨을 졸업했다.

## 군사 경력
1985년 21세의 나이로 프리타운에 있는 포라베이 칼리지에 입학하였다. 그러나 비오는 결국 수도 프리타운 외곽에 있는 벵게마에 있는 시에라리온 공화국 육군 사관학교에 입학했다. 그는 육군사관학교 생도 훈련부장 팔라 세와 소령의 지휘 아래 생도 장교로 훈련했다.
비오는 1987년 10월, 23세의 나이로 시에라리온 육군 소위로 사관학교를 졸업했다. 그의 첫 임관직은 1987년 포트로코구의 룽기 주둔지였다. 비오는 나중에 조지프 사이두 모모 대통령이 기니 국경에서 밀수와 다른 범죄와 싸우기 위해 만든 경제 비상 부대의 일부로 캄비아구에 배치되었다. 1988년, 비오는 다시 룽기에 배치되었고, 유엔군의 항공 보안 훈련을 받았다. 훈련 후, 비오는 소대장으로 벵게마로 옮겨졌다.
1990년 시에라리온 정부는 라이베리아 내전의 평화를 유지하기 위해 서아프리카 평화유지군(ECOMOG)에 군 병력을 지원했다. 당시 수천 명의 라이베리아인들이 매주 시에라리온으로 도망가면서 국가의 취약한 안보를 노출시키고 경제적 어려움을 가중시키고 있었다.
ECOMOG 군인으로 라이베리아에서 1년을 보낸 후, 시에라리온 정부는 비오와 라이베리아에서 복무하고 있는 시에라리온 군인들에게 즉시 시에라리온으로 돌아가 카일라훈구 다루의 군 막사로 보고하여 모모 대통령이 레볼루트를 격퇴하기 위해 새로 창설한 600명의 군인들을 수용하도록 명령했다.1991년 3월, 시에라리온과 라이베리아 국경의 마을들을 공격한 이오니아 연합 전선(RUF) 반군들 이 병사에는 솔로몬 무사, 발렌타인 스트라세르 대위, 사어 샌디 대위, 톰 누마 중위가 포함되어 있었다.

## 군대 이후
1996년 군 복무를 마친 후, 비오는 미국으로 이주하여 워싱턴 D.C.에 있는 아메리칸 대학교에서 국제관계학 석사 학위를 취득했다. 그는 2001년 9월, 워싱턴 D.C. 외곽에 작은 집을 구입했다.
그는 또한 미국에 본사를 둔 컨설팅 및 투자 관리 회사인 인터내셔널 시스템스 사이언스 코퍼레이션의 사장으로 일했다.

## 정치 복귀

### SLPP 대표직
2005년 시에라리온 인민당(SLPP)의 당원이 되었다. 2005년 9월 3일부터 9월 4일까지 마케니에서 열린 시에라리온 인민당 전당대회에서 33표를 얻어 291표를 얻은 솔로몬 베레와 34표를 얻은 찰스 마가이에 이어 3위를 차지했다. J.B. 다우다는 28표를 얻었다.
2011년 7월 31일 밤, SLPP 내의 광신자들은 SLPP 전당대회 동안 그들의 길을 강행했고, 비오는 프리타운 중심부의 유이 빌딩에서 열린 2012년 SLPP의 대통령 후보로 선출되었다. 그는 집권당인 APC의 어니스트 바이 코로마 대통령과 맞붙어 37%의 득표율로 패배했지만 시에라리온에서 유일하게 생존 가능한 야당으로 SLPP를 설립했다.

### 시에라리온의 대통령 (2018년~현재)
줄리어스 마다 비오는 2018년 3월 31일에 치러진 시에라리온의 결선투표에서 대통령으로 당선되었다. 시에라리온 중앙선거관리위원회의 공식 결과에 따르면 그는 51.8%의 득표율을 기록했다. 2007년 이래 총통이었던 어니스트 바이 코로마의 뒤를 이어 총통직을 승계했다.
취임 첫 달, 비오는 2018년 가을에 다음 학년을 시작으로 시에라리온 전역의 공립학교에서 초등 및 중등 학교 학생들을 위한 행정 명령을 통해 무료 교육을 도입한 최초의 시에라리온 대통령이 되었다. 비오는 또한 시에라리온 전역의 공립대학 학생들의 지원금을 없앴다. 비오는 중국이 시에라리온에 새 국제공항을 건설하기 위해 어니스트 바이 코로마 전 시에라리온 대통령과 4억 달러 규모의 융자 계약을 취소했다. 그의 취임 첫 두 달 동안 비오는 어니스트 바이 코로마 정부의 모든 정부 광산 계약, 부처 및 기타 정부 기관에 대한 지속적인 검토와 감사를 열었다. 재임 첫 두 달 동안, 비오는 어니스트 바이 코로마 정권 직후 시에라리온의 모든 대사들과 해외 주재 대표들을 해고했다. 그의 취임 첫 두 달 동안 비오는 야당 지도자인 찰스 마가이를 임명하는 등 내각 장관들을 임명된 그는 잠시 법무장관과 법무장관을 지냈다.

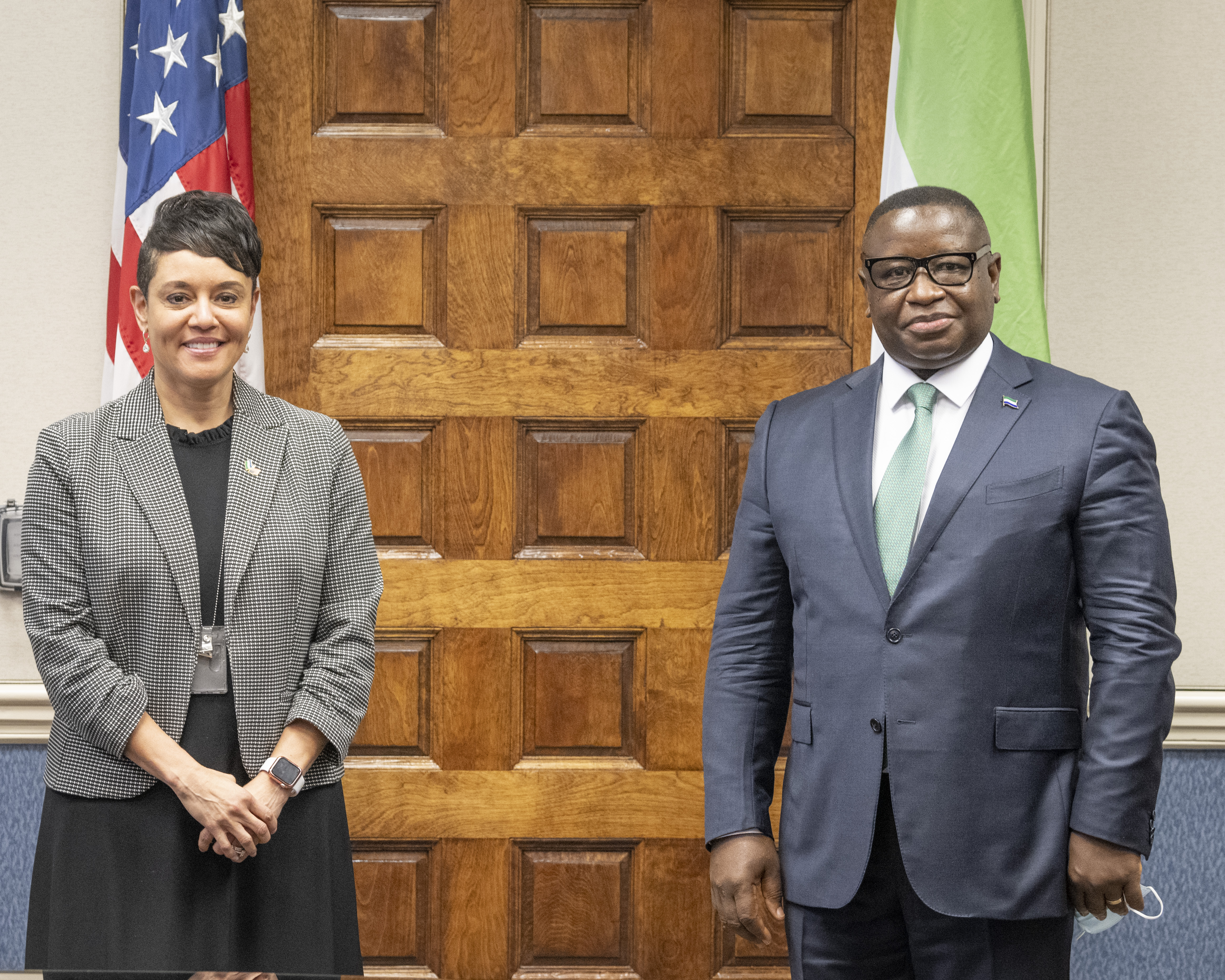
2021년, 쥬얼 H. 브로노 미 농무부 차관보와의 비오

데이비드 J. 프랜시스 수석장관이 이끄는 비오 행정부는 어니스트 바이 코로마 전 대통령과 그의 이전 정부를 광범위한 금융 부패로 고발하는 조사 보고서를 발표했다. 코로마에 대한 혐의에는 정부 수입에서 수백만 달러를 훔치고, 주정부 부동산 매각, 상당한 양의 국영 광산 회사 매각, 에볼라 및 산사태 피해자들을 위한 자금 탈취, 가난한 시에라리온 이슬람교도들이 하즈로 가는 것을 돕기 위한 자금 탈취 등이 포함되어 있다. 시에라리온 법무부는 비오의 지시에 따라 국제판사를 단장으로 한 판사 위원회를 꾸려 전임 정부를 상대로 한 혐의를 조사하고 있다.
2019년 2월, 비오 대통령은 시에라리온에 풍토적인 성폭력 때문에 비상사태를 선포했다. 그는 강간과 다른 성적 위반에 대한 처벌을 늘렸다. 비상사태는 그 해 6월에 해제되었다. 비오 대통령은 2021년 7월 글로벌 교육정상회의에 참석해 트위터를 통해 "보리스 존슨 총리와 즐겁고 생산적인 만남을 가졌다"고 밝힌 바 있다. 그는 "코로나 이후 우리의 관계를 강화하고 더 나은 회복에 대한 전향적이고 안심스러운 논의를 했다"고 덧붙였다. 비오는 "자유 질 교육 프로그램을 통해 교육에 대한 접근성을 높이고 지난 3년 동안 여학생들의 학교 등록을 증가시키기 위해 성 장벽을 무너뜨린 그의 노력 때문에" 초대된 몇 안 되는 국가 지도자 중 한 명이었다. 2022년 3월, 비오 대통령이 베트남을 방문했다.
2023년 5월, 줄리어스 마아다 비오는 "인류를 위해" 러시아의 우크라이나 침공을 끝낼 것을 촉구하며, "러시아에 동조하는 사람들조차도 이 전쟁이 끝나기를 바란다고 믿는다"고 밝혔다. 2023년 재선 출마를 앞두고, 비오는 아프리카 지도자들이 주도하는 외교 노력이 전쟁 종식에 기여할 수 있기를 희망한다고 밝혔다.
2025년 6월 22일, 줄리어스 마아다 비오가 나이지리아 아부자에서 열린 서아프리카 국가 경제 공동체(ECOWAS) 정상회의에서 ECOWAS 의장으로 선출되었다.